# Anglemont
Anglemont é uma comuna francesa na região administrativa de Grande Leste, no departamento de Vosges. Estende-se por uma área de 5,93 km². Em 2010 a comuna tinha 171 habitantes (densidade: 28,8 hab./km²).